# 東突厥斯坦共和國
东突厥斯坦共和国是20世紀40年代中华民国新疆省北部建立的一個不被普遍承认政权。该国在「伊宁事变」（中华人民共和国稱為三区革命）中，由維吾爾人、哈萨克人等突厥語民族在苏联支持下建立。
1944年8月，巩哈县（今尼勒克县）牧民发动民變，占领巩哈县城。1944年11月12日，成立东突厥斯坦共和国临时政府，17人担任临时政府委员，艾力汗·吐烈为政府主席。1945年8月中蘇簽訂《中蘇友好同盟條約》，1946年1月中蘇再簽訂《十一条和平条款》，蘇聯都承諾不再介入新疆事務，但其實对東突厥斯坦獨立運動的援助依然源源不断。1946年6月27日，“东突厥斯坦共和国临时政府”改组为伊犁专区参议会，名義上“东突厥斯坦共和国”于此时宣告终结，其共产主义余部改组为“新疆保卫和平民主同盟”，但是实际上该地依然由前東突共和國勢力控制，伊犁民族軍亦继续存在，「三區」繼續保留了獨立国家实体的所有属性。而國共內戰後，中共方面原本计划1950年左右才进军新疆，直到1949年，中共都没有对新疆的民族解放运动表明态度，也没有采取任何行动与之建立联系。

## 歷史

### 成立前

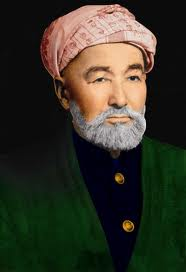
東突厥斯坦共和國臨時政府主席艾力汗·吐烈像

1934年初，盛世才藉助蘇聯力量擊敗了张培元和马仲英，蘇聯甚至还出动机械化部队和空军直接帮助盛世才打败马仲英。苏联如此明目张膽地支持盛世才，目的不外乎要在新疆扶植一个极端亲苏的政权，以确立自己在新疆的势力范围。盛世才在苏联的帮助下消灭了敌对的回族军阀，坐稳了督办的宝座。在朱瑞墀和李溶病故後，國民政府任命盛世才為新疆省政府主席。
1939年底，新疆省政府成立清槍委員會。1940年2月，阿山視察委員會要求牧民繳交槍支引發第一次柯克托海（可可托海）暴動。1941年6月，蘇聯礦業勘查團在阿山區富蘊縣侵擾當地人民引起第二次武裝暴動，新疆省政府以武力鎮壓相關暴亂並逮捕哈特貝子等人，反中國武裝勢力則在烏斯滿領導下逃往外蒙古邊境，蒙古人民共和国與烏斯滿協商取得共識後，蘇聯開始軍援其武裝勢力在青河、富蘊山區的活動事業，蒙古方面派駐顧問協助組建反政府軍。

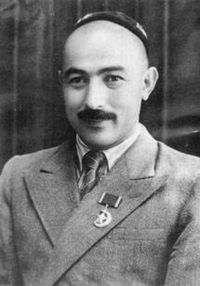
佩戴东突厥斯坦共和国“解放勋章”的阿合买提江·哈斯木

1941年6月苏德战争爆发后，納粹德军一度处于优势，逼近莫斯科城下。盛世才认为，现在苏德战争在苏联境内举行，究竟什么时候结束，难以预测；即使苏联获胜，恐怕也不能如过去很有力量地援助新疆，转而投靠国民政府。1942年6月27日，斯大林派苏联副外交人民委员捷卡諾佐夫携带莫洛托夫给盛世才的信来到迪化，试图阻止盛世才。虽然莫洛托夫表示愿意作出让步，但是盛世才不为所动。1942年10月5日，盛世才通过苏联驻新疆总领事普式庚，向苏联政府递交了一份备忘录，要求苏联政府从新疆撤走除外交人员以外的全部人员，其中包括蘇軍紅八團，且须在三个月内撤离。斯大林起初没有考虑撤军，但是1943年4月，鉴于国民政府任命的各部官员已到新疆任职，为了避免发生直接冲突，斯大林答应撤退驻新疆的苏军及顾问。6月，中央军进驻哈密。斯大林知道新疆的局势已不可挽回，于是下令撤军。盛世才与苏联的关系，就此彻底终结。1943年，盛世才加入国民党，并表示“矢志拥护中央，尽忠党国，绝对服从领袖”。
1943年12月，蘇聯開始協助烏斯滿組織反盛反中國的「阿勒泰哈薩克復興委員會」以期望建立「新回教國」。
1944年，鉴于苏联对纳粹德国反攻告捷而中国在豫湘桂会战失利，盛世才开始采取对策，准备把国民党势力逐出新疆，盛世才企图再次投靠苏联。但此时苏联政府已经对盛世才彻底失望。斯大林拒绝了他的要求，并把其电报转给了蒋介石。蒋介石决定把盛世才调离新疆，另任农林部长，由朱绍良代任新疆省政府主席。1944年9月11日，盛世才离开了新疆到重庆赴任。

### 成立
1944年3月，烏斯滿·巴圖爾宣佈起義，與蘇聯空軍、蒙古人民軍聯合發動對新疆青河、烏河的聯合軍事行動，史稱「阿山事變」。艾力汗·吐烈在拜都拉大清真寺成立「雙泛主義」的反漢中心，主張穆斯林團結起來透過「聖戰」把非突厥语民族的漢人趕出東突厥斯坦。1944年8月，法提哈·穆蘇里莫夫（塔塔爾族）、埃克巴爾與賽義提兄弟（Akbar、Sayit，哈薩克族）等人由蘇聯取得武器成立約800人的「鞏哈游擊隊」。9月初，鞏哈縣法提哈·穆蘇里莫夫私運槍械30枝、機槍兩挺、七九機槍子彈2428粒、黃色炸藥4袋遭國府邊境保安隊查獲，法提哈·穆蘇里莫夫趁機逃往烏拉斯台。9月21日，暴動開始。在法提哈·穆蘇里莫夫帶領下先切斷鞏哈至馬扎的電纜，炸毀五座大橋，殺害當地警察局局長、副局長、醫院院長，於10月6日攻佔伊犁鞏哈。蘇聯駐伊寧領事公開支持肯定「伊寧解放組織」，隨後該組織在迪化、阿山、塔城、阿克蘇等地建立分支機構，為之後的三區革命創造了有利的基礎。三区革命主要訴求是「永遠消滅漢人統治，建立真正的獨立共和國」。
国府方面，9月2日，盛世才任命預備第7師杜德孚指揮權。10月12日，國軍預備第7師19團彭俊業增援反攻。11月初國府收復鞏哈。10月，阿勒泰革命臨時政府成立，將阿勒泰區的吉木乃反政府武裝部隊併入。
巩哈暴动初始，游击队利用国民党势力在伊犁河谷空虚的契机，陆续取得了一系列战斗胜利，曾经一度占领尼勒克。国民政府派遣接替盛世才担任新疆临时主席的朱绍良匆匆调集大批军队前往镇压，当巩哈暴动吸引国军主力东进的时候，伊宁解放组织秘密得到苏联军火、人员的援助，1944年11月7日夜突然在伊宁发动起义。从苏联派遣回来的原二台公路养路段段长列斯肯带领一个经过精心训练的游击队在果子沟切断了进入伊犁的唯一公路--迪伊公路。当天，伊犁解放组织领导人阿巴索夫和苏联军事顾问彼得·罗曼诺维奇·阿列克山德洛夫率领60人的武装从霍城越界潜入伊犁市区。他们首先切断了伊犁河大桥的交通，国民党伊宁当局派遣一个排的兵力试图重新夺回大桥，未出城即遭武装人员伏击。入夜，巩哈游击队主力绕道赶到伊宁城，开始四处进攻守军，起义很快取得了胜利，大批汉族人和国军被迫撤退到惠远老城和艾林巴克（飞机场），起义部队在苏联军事总顾问科兹洛夫的统一指挥下，到12月31日终于将这里的守军歼灭，守将陈伯良、高炜在惠远城破时互相射击自杀身亡。伊犁郊县汉族官民纷纷逃亡，巩留、新源、特克斯等地数百人向焉耆撤退，至玉尔都斯山被追及，生抵焉耆者只余三十多人；昭苏官民企图翻越冰达坂退往阿克苏，正值寒冬，最后抵达者只有十余人。整个伊犁地区只有艾林巴克孤军死守。

11月初，蘇聯派遣阿列克山德洛夫（後成為東突厥斯坦共和國總司令）率領紅軍與新疆伊寧解放組織會合。11月7日，東突解放組織特別選在蘇聯十月革命紀念日發動大暴動「伊寧起義」。11月8日，穿著蘇聯哈薩克共和國軍服的士兵乘坐十多輛馬車，車上架有機槍封鎖伊寧城北司令部橋頭，阻止國民革命軍增援。11月12日，暴動者在封鎖伊寧市區後，開始針對漢族屠殺。11月12日，爆发伊宁事变（中共譽之為三区革命，中華民國稱為「叛亂」），在伊犁、塔城、阿尔泰三个地区建立“東突厥斯坦共和國”，臨時政府主席伊力汗·吐烈（乌兹别克人）說：
|  | 醒來吧！醒來的時代到了。真主是我們的信仰，穆罕默德是我們的聖人，伊斯蘭是我們的宗教，東突厥斯坦是我們的祖國。……按真主‘給暴虐以懲罰’的意志，我們相信真主無疑的諾言。我們伊犁人民團結起來，用棍棒鐵鎚起來反對橫暴的政權而起義了，短時間內把漢人政權推翻後建立我們的伊斯蘭政府。漢族血腥壓迫的旗幟將被我們踏在腳下成灰燼。我們舉起祖先留下來具有宗教意義的月芽、星星標誌……所謂‘新疆是中國領土不可分割的一部份’謬論，製造假歷史的騙子們，應該聽清楚，永遠記住以下事實：他們不要忘了，東突厥斯坦英雄的兒女們曾用棍棒攻擊他們，漢族忍受不了這種打擊。中國的官吏和帝王為了自己的土地和政權，建築了三千五百公里萬里長城，像害怕鷹的兔子一樣跑到長城裡面。這些事實雖然被漢族政府歷史學家所隱瞞，但全世界歷史可以證明這一事實。太陽是不能被衣襟遮蓋住的。…… |

1944年11月13日，國民革命軍預備第7師參謀長自伊寧向外發電報求援，國軍支援往伊寧方向進攻到達二台，國民政府專案公署劉秉德遭殺害。15日，抗日戰爭第八戰區司令朱紹良任命李禹祥率第7預備師、新編第45師，展開進攻果子溝的戰役。从1944年11月9日，起义部队开始围攻國軍殘留在伊寧最後據點艾林巴克飛機場、鬼王廟、北大營，久攻不克。国军遭受蘇聯動用大炮猛轟兩三個月，守軍發生餓死的情況。11月22日，國軍杜德孚趕往伊寧，並調集精河一帶部隊增援。12月，朱紹良向伊犁河谷增援第二十九集團軍李鐵軍、第45師謝義鋒均遭合圍全軍覆沒。11月下旬，蘇聯派出雅可夫列維奇·頗里諾夫擔任新疆三區游擊隊指揮官，並成立「一號房子」（蘇聯紅軍弗拉基米爾·柯茲洛夫領導）、「二號房子」（克格勃弗拉基米爾·斯特潘諾維奇領導），另在阿拉木圖派遣貝利亞為蘇聯軍對中國新疆的督戰。
1月5日，“东突厥斯坦共和国”宣布脱离中華民國而独立，共和国臨時政府主席艾力汗·吐烈，副主席阿奇木伯克·霍加，總司令阿列克山德洛夫。临时政府成立后，将各游击队统一起来，成立了游击队总司令部，总司令是阿列克山德洛夫。
1945年1月10日，国軍第45师和预备第7师援兵试图救援艾林巴克，其中第45师一个团冒严寒跨越天山抵达伊宁东郊，阿列克山德洛夫惊慌失措企图从霍城逃回苏联，结果被伊犁临时政府撤去职务，代之以鲍里诺夫，同时苏联红军正规军一个骑兵团和部分炮兵也迅速入境投入战斗，终于将援军击溃。1月31日，伊寧東北部艾林巴克（突厥语中意为"脏园子"）的國軍殘部與漢族居民約四千人企圖突圍，但在“艾林巴克殲滅戰”中被全殲，杜德孚战败自戕，东突政權佔領伊犁全境。
1945年2月开始，伊犁局势已经稳定下来，革命开始向北疆和南疆发展。7月在民族军和当地游击队的夹击下，塔城守军、政府人员和汉族群众1400多人逃入苏联，塔城解放。民族军将塔城游击队改编为额敏骑兵第4团和塔城骑兵第6团，并将原来的二台骑兵第3团和上述两个团合并成立了独立骑兵旅，该旅人员大约2400人，列斯肯为旅长。
1945年4月8日，在伊宁市西公园广场上，隆重举行民族军成立大会，这标志民族军的正式成立。在大会上，临时政府主席艾力汗·吐烈发表了讲话，并给民族军各部队授予标有伊斯兰星月徽、写有“为东突厥斯坦的独立前进”文字的军旗和写有经文的白色伊斯兰教教旗。授旗后还进行了阅兵式。同月，曹達諾夫·扎義爾成為“东突厥斯坦共和国”民族軍政治部部長，在事後肯定蘇聯動員部隊參與伊寧起義的貢獻。7月，东突厥斯坦共和国進入全面反攻階段，勢如破竹佔領托里縣、額敏縣、塔城縣。
8月15日，中苏簽訂《中蘇友好同盟條約》，國民政府以苏联承认国民政府对东北和新疆的主权、不支持中國共产党與干涉新疆內部事務為條件，正式承认外蒙古独立。斯大林表面上同意此条件，将从苏联潜回新疆的東突厥斯坦獨立運動領導人艾力汗·吐列秘密解回苏联，但是对東突厥斯坦組織和中國共产党的援助依然源源不断。8、9月，當地武裝在蘇聯協助下攻佔哈巴河縣、布爾津縣、承化縣、拜城、阿克蘇舊城、庫爾干均納入东突厥斯坦共和国版圖。共擊潰國軍12個團2個營，俘虜前線最高指揮官郭岐、師長宛凌云在內的國軍6,000多名政府士兵，確立伊犁、塔城、阿山全境為統治區。
此时乌斯满和达列力汗两次大规模进攻承化，但是并未能占领。8月7日，蒙古人民共和国大约50多人的部队和达列力汗的游击队会合，第三次进攻承化，在国军的抵抗下，仍然未能夺取承化，9月，民族军独立骑兵旅赶来，9月6日再次包围承化，国军守将高伯玉率守军和百姓3000余人弃城北逃，希望能进入蒙古避难，但在中蒙边境奥尔尕提达坂遭到蒙方阻拦；9日，民族军赶到，捕获高伯玉在内的国军官兵1130人。9月20日，在阿山的游击队被改编为民族军阿山哈萨克族骑兵团，达列力汗为团长。
9月，國軍新編第46師徐汝誠到達迪化前線，第八戰區副司令郭寄嶠進入新疆。9月13日，國府吳忠信、朱紹良、郭寄嶠分析情勢：「三區叛亂軍已推進到瑪納斯河，距迪化僅兩日路程，目前屯兵瑪納斯西，有向迪化進攻之勢。現守迪化之軍隊僅六營，援軍由青海或蘭州最快八到十日才能到達。」战线推进到距离迪化仅150公里的玛纳斯河西岸产生对峙。国军调集大批部队“死守大迪化”，第八战区副司令长官兼参谋长郭寄鞒奉命抵达迪化，将第46师部署在绥来，在这里成立前线指挥部，第46师师长徐汝诚担任指挥官，以玛纳斯河为第一道防线。谢义锋的新2军军部由绥来迁移到景化（今天的呼图壁）为第二道防线。从青海赶来的整编骑兵第1师（马呈祥）接替暂编第3师的防地，进驻迪化、景化一带；暂3师调往焉耆。第43军杨德亮指挥的新45师加强伊吾、哈密的防守，其中徐达率领新45师一部防守在七角井。在南疆，苏联顾问纳斯洛夫和阿巴索夫直出天山，进攻库车，在阿克苏一带和国军展开拉锯战。
在蒲犁，以苏联的托合托米什为基地的游击队在苏联军事顾问的带领下夺取了蒲犁等地，成立了蒲犁专署和蒲犁革命军总指挥部。建立了柯尔克孜和塔吉克两个团。每个团有2连，共有大约400人。
蒲犁的游击队在成立蒲犁专署后，开始向英吉沙、喀什、库车进军。10月，游击队和守军对峙在这些地区，这时国民政府和谈代表张治中开始和三区代表进行谈判，由于谈判直接涉及蒲犁对喀什的进攻，根据这一变化，在蒲犁的苏联军事顾问和军事人员奉命回国。但是蒲犁游击队并非因此放松对喀什、莎车的进攻。1946年3月，民族军派遣伊斯哈克伯克率领400多名武装人员经苏联从伊犁来到蒲犁，准备再次进攻莎车、库车和喀什。由于和谈成功，6月，伊斯哈克伯克率几乎所有的游击队员返回伊犁。
尽管如此，第八战区司令长官朱绍良仍然十分担心迪化将不保，在战事最危急的时候，朱绍良曾经八小时内给蒋介石连发三份急电“……内乏可用之兵，外无一旅之援……迪化危在旦夕，卑职惟有以身殉职，与国土共存亡，上报党国……恳请钧座速筹良策”，在这种情况下，国民政府顺应抗战胜利后全国和谈的潮流，开始通过苏联的斡旋与三区政府进行和谈。1945年7月5日，蒋介石在一次关于中苏会谈的讨论会上提出：“苏联政府如果能保证中国对东北和新疆的领土和行政主权，对中共和新疆变乱不再作任何支援，中国政府才考虑苏联有关外蒙的要求”。会议后，蒋介石向在莫斯科与苏联谈判的宋子文连发两道密电，指示可以“允许外蒙战后独立”，但苏联必须承认“东北领土主权和行政之完整，对中共及新疆变乱不再做任何支援”。宋子文根据蒋介石的电令，向斯大林提出，苏联政府如果能在帮助中国平定“新疆变乱”等问题上作出承诺，中国政府可以在外蒙问题上作出让步。斯大林表示，无论延安、新疆均服从蒋委员长的领导，苏联只支持国民政府，可以根据中国政府的要求发表声明，并答应宋子文关于制止从苏联往新疆“偷运”武器的要求。《中苏友好同盟条约》签订后，1945年9月，莫洛托夫和王世杰在伦敦就“新疆伊犁事件”磋商时表示，这个事件是临时现象，不久就可以平息，于是在得到苏联的保证后，蒋介石开始在公开场合表示“愿意和平解决新疆问题”。
和谈进行了将近半年，在1946年4月终于达成协议，新疆进入了短暂的和平时期。三区政权也随即发生重大变化，在苏联直接干预下，三区临时政府高层人员中的一部分封建势力、宗教人士和泛突厥人士被清除出领导层，原临时政府主席艾力汗在一天夜晚被苏联驻伊犁领事请进领事馆参加联谊会，随即被扣押并迅速送入苏联。三区政府的核心由从苏联学习归来的人士组成，首脑为阿合买提江·哈斯木和阿巴索夫。

### 终结
1945年10月14日，国民政府代表张治中到达新疆。1945年10月17日，伊宁“三区”方面派出阿合买提江·哈斯木（维吾尔族人）等人员与国民政府代表举行和谈。阿合买提江·哈斯木在谈判中发挥了重要作用，从前期的“三区”方面代表团团员变成了后期的团长。1946年1月2日和6月6日，双方分别签署了《和平条款》和有关政府及军队的两个附件。取消了“东突厥斯坦共和国”的名称，但军队和实际控制权得到保留。3月，國民黨六屆二中全會通過《邊疆問題決議案》，企圖以地方自治與平等參政收回新疆，遭中共堅決反對。1946年6月中旬，苏联撤走了在“三区”方面的大批苏联人，其中包括民族军总指挥波利诺夫。伊斯哈克拜克取代波利诺夫任民族军总指挥。随着苏联撤走在“三区”方面的人员，苏联无法直接干涉政权运作，将领导权力移交中国共产党。1946年6月27日，东突厥斯坦共和国临时政府解散，改组为伊犁专区参议会。1946年7月1日，新疆省成立了由“三区”、新疆“七区”（中国国民党统治区）、国民政府三方面人士组成的新疆省联合政府。张治中任主席，“三区”领导人阿合买提江·哈斯木任副主席，阿不都克里木·阿巴索夫任副秘书长。11月，阿合买提江等新疆代表33人，到南京出席制宪国民大会，阿合买提江为首三区7名代表向大会提交《请在中华民国内将新疆改为“东突厥斯坦共和国”给予高度自治》的提案。国民政府邵力子等人和阿合买提江等人就此事长谈多次，蒋介石多次召见，就新疆问题及其前途进行专门谈话。在疏解劝导下，阿合买提江撤回了提案。

### 后续
在南京开会期间，1946年12月5日深夜，阿巴索夫独自秘密前往梅园新村的中共驻南京办事处，会见了董必武，寻求中国共产党的支持。
这是“三区”方面人员第一次与中国共产党方面直接接触。阿巴索夫转交了新疆共产主义者同盟致中共中央的信，信中称：“请中国共产党把东突厥斯坦革命党接受为自己的下属组织，请中央派干部来领导工作，请派技术干部携带电台到新疆工作。”董必武当晚即电告中共中央称：“新疆国大代表阿巴索夫，系新疆省府委员兼副秘书长，原伊宁起义首领之一，来会我，称在新疆有一个共产主义者同盟的组织，在新疆解放区公开，在迪化和其他地点还是秘密的。现有15000人。领导同盟的共11人，曾要求加入联共（布）。联共（布）以苏联外交关系，未允。”中共中央对此非常重视，次日由周恩来亲自起草复电，由刘少奇签发，复电仅同意与新疆共产主义者同盟“第一步建立友谊关系”，但未答应充当后者的领导。12月11日晚，阿巴索夫再到梅园新村见董必武，董必武按中共中央指示答复了阿巴索夫，并派彭国安（到新疆后化名“王南迪”）带一部电台随阿巴索夫返回新疆。
1947年，2月25日迪化“225事件”爆發，引起維、漢、回各族大遊行。同時蘇聯共產黨成立了「東突厥斯坦青年黨」（據阿合買提江統計新疆全境約30萬人）在喀什圍攻、批鬥張治中，要求國軍撤出新疆。與此同時，根據和平條約的「軍隊改編」蘇聯不僅不遵守改編反而擴軍，由十團殘部兵力變成十三個精銳團，甚至不惜代價送往霍爾果斯訓練。伊寧《革命日報》對此表達肯定：「條約是沒有用處的，靠條約維繫如同做奴隸牛馬，大炮一響條約完全失去效用。所以我們（東突）要盡量擴軍」。5月，麥斯武德出任新疆省主席。6月，北塔山事件。7月1日，新疆迪化的共產黨幹部發動革命，吐魯番副縣長柯文章遭暴動群眾毆打至昏迷，暴徒並佔領西大橋與南樑一帶據點，宋希濂下令鎮壓，警備司令部調集憲警驅散群眾。7月8日，托克遜的共產黨聚集約500人，攻擊連木沁警局，殺害警員搶奪全數槍枝，接著圍攻汗墩警所。7月12日，三区方面發動天山南路的“三縣暴亂”（吐魯番、鄯善、托克遜三縣），由阿不都熱合滿·穆義提指揮6000人的「東突厥斯坦革命青年軍」，托克遜海米提領導約千人的「革命東突厥斯坦游擊隊」，哈生領導的「東突厥斯坦自衛隊」。7月17日，國軍部隊增援，雙方展開激戰。8月15，宋希濂大致平定了三縣暴亂。
1949年，東突國五人代表團搭機前往北京參加政治協商會議，卻神秘失事，無人生還，普遍認为是遭到史達林或毛澤東的謀殺。學者Adeeb Khalid 認為此時東突國才算滅亡，因此第二次東突國的統治為五年。

## 行政區劃
設有以下四區：
- 塔城區，行政長：巴斯巴伊；下轄：沙灣縣、烏蘇縣
- 迪化區，下轄：綏來縣、呼圖壁縣
- 阿山區，行政長： 烏斯曼；下轄：承化縣、福海縣、富蘊縣、青海縣、哈巴河縣、布爾津縣，並另設哈達子公署[34]
- 莎車區，下轄：蒲犁縣
- 伊犁區，行政專員：阿西姆臺吉 [34]

總人口數約47萬人。

## 政治
東突厥斯坦共和國設有主席，與副主席為共和國正副領導人，並設有秘書長、與委員；委員設有十七人。
政府機關設有軍政部、宣傳部、宗教部、農林部、教育部、外交部、司法部、財政部、內政部與回族委員會；各部設有部長，回族委員會設委員長。
回族委員會另有七名委員。
东突厥斯坦共和国所使用的旗帜有两种，一种是绿底上绘有白色星月标志，一种是用金粉写着“万物非主，唯有真主。穆罕默德是真主的使者”。
| 領導者   | 主席艾力汗·吐烈 ，副主席波里諾夫（？）、阿奇木伯克·霍加，總司令亞歷山德洛夫，秘書長阿不都魯甫·買合蘇木 | 主席艾力汗·吐烈 ，副主席波里諾夫（？）、阿奇木伯克·霍加，總司令亞歷山德洛夫，秘書長阿不都魯甫·買合蘇木 | 主席艾力汗·吐烈 ，副主席波里諾夫（？）、阿奇木伯克·霍加，總司令亞歷山德洛夫，秘書長阿不都魯甫·買合蘇木 | 主席艾力汗·吐烈 ，副主席波里諾夫（？）、阿奇木伯克·霍加，總司令亞歷山德洛夫，秘書長阿不都魯甫·買合蘇木 | 主席艾力汗·吐烈 ，副主席波里諾夫（？）、阿奇木伯克·霍加，總司令亞歷山德洛夫，秘書長阿不都魯甫·買合蘇木 | 主席艾力汗·吐烈 ，副主席波里諾夫（？）、阿奇木伯克·霍加，總司令亞歷山德洛夫，秘書長阿不都魯甫·買合蘇木 | 主席艾力汗·吐烈 ，副主席波里諾夫（？）、阿奇木伯克·霍加，總司令亞歷山德洛夫，秘書長阿不都魯甫·買合蘇木 | 主席艾力汗·吐烈 ，副主席波里諾夫（？）、阿奇木伯克·霍加，總司令亞歷山德洛夫，秘書長阿不都魯甫·買合蘇木 | 主席艾力汗·吐烈 ，副主席波里諾夫（？）、阿奇木伯克·霍加，總司令亞歷山德洛夫，秘書長阿不都魯甫·買合蘇木 | 主席艾力汗·吐烈 ，副主席波里諾夫（？）、阿奇木伯克·霍加，總司令亞歷山德洛夫，秘書長阿不都魯甫·買合蘇木 | 主席艾力汗·吐烈 ，副主席波里諾夫（？）、阿奇木伯克·霍加，總司令亞歷山德洛夫，秘書長阿不都魯甫·買合蘇木 | 主席艾力汗·吐烈 ，副主席波里諾夫（？）、阿奇木伯克·霍加，總司令亞歷山德洛夫，秘書長阿不都魯甫·買合蘇木 |
| 國家機構 | 內政部 | 財政部 | 司法部 | 外交部 | 教育部 | 農林部 | 回委部 | 宗教部 | 宣傳部 | 伊犂銀行 | 軍政部 | 參謀本部 |
| 國家機構 | 部長莫斯克洛夫 | 部長安瓦爾·穆薩巴約夫、 副部長格爾彬克 | 部長木哈買提江 | 部長阿合買提江 | 部長賽福鼎、 副部長海米提 | 部長阿里江巴衣 | 委員長色色爾阿吉 | 部長則立 | 部長米乃瓦禾加 | 幹事干素甫阿吉 | 波里諾夫 | 參謀總長江木合拉 |
| 委員     | 艾力汗·吐烈、阿不都克里木·阿巴索夫、穆罕默德江·買合蘇木、加尼·約爾達蘇木、阿不都魯甫·買合蘇木、拉希木江·薩比爾·哈吉、薩里曼·巴伊、祖農·塔約夫、阿奇木伯克·和加、安瓦爾·穆薩巴約夫、阿不里米提·阿里·哈里發、阿不都拉·哈尼、哈比卜·約奇、奧布爾哈里·吐烈、亞歷山德洛夫、馬斯闊廖夫、普扎·阿巴爾 | 艾力汗·吐烈、阿不都克里木·阿巴索夫、穆罕默德江·買合蘇木、加尼·約爾達蘇木、阿不都魯甫·買合蘇木、拉希木江·薩比爾·哈吉、薩里曼·巴伊、祖農·塔約夫、阿奇木伯克·和加、安瓦爾·穆薩巴約夫、阿不里米提·阿里·哈里發、阿不都拉·哈尼、哈比卜·約奇、奧布爾哈里·吐烈、亞歷山德洛夫、馬斯闊廖夫、普扎·阿巴爾 | 艾力汗·吐烈、阿不都克里木·阿巴索夫、穆罕默德江·買合蘇木、加尼·約爾達蘇木、阿不都魯甫·買合蘇木、拉希木江·薩比爾·哈吉、薩里曼·巴伊、祖農·塔約夫、阿奇木伯克·和加、安瓦爾·穆薩巴約夫、阿不里米提·阿里·哈里發、阿不都拉·哈尼、哈比卜·約奇、奧布爾哈里·吐烈、亞歷山德洛夫、馬斯闊廖夫、普扎·阿巴爾 | 艾力汗·吐烈、阿不都克里木·阿巴索夫、穆罕默德江·買合蘇木、加尼·約爾達蘇木、阿不都魯甫·買合蘇木、拉希木江·薩比爾·哈吉、薩里曼·巴伊、祖農·塔約夫、阿奇木伯克·和加、安瓦爾·穆薩巴約夫、阿不里米提·阿里·哈里發、阿不都拉·哈尼、哈比卜·約奇、奧布爾哈里·吐烈、亞歷山德洛夫、馬斯闊廖夫、普扎·阿巴爾 | 艾力汗·吐烈、阿不都克里木·阿巴索夫、穆罕默德江·買合蘇木、加尼·約爾達蘇木、阿不都魯甫·買合蘇木、拉希木江·薩比爾·哈吉、薩里曼·巴伊、祖農·塔約夫、阿奇木伯克·和加、安瓦爾·穆薩巴約夫、阿不里米提·阿里·哈里發、阿不都拉·哈尼、哈比卜·約奇、奧布爾哈里·吐烈、亞歷山德洛夫、馬斯闊廖夫、普扎·阿巴爾 | 艾力汗·吐烈、阿不都克里木·阿巴索夫、穆罕默德江·買合蘇木、加尼·約爾達蘇木、阿不都魯甫·買合蘇木、拉希木江·薩比爾·哈吉、薩里曼·巴伊、祖農·塔約夫、阿奇木伯克·和加、安瓦爾·穆薩巴約夫、阿不里米提·阿里·哈里發、阿不都拉·哈尼、哈比卜·約奇、奧布爾哈里·吐烈、亞歷山德洛夫、馬斯闊廖夫、普扎·阿巴爾 | 艾力汗·吐烈、阿不都克里木·阿巴索夫、穆罕默德江·買合蘇木、加尼·約爾達蘇木、阿不都魯甫·買合蘇木、拉希木江·薩比爾·哈吉、薩里曼·巴伊、祖農·塔約夫、阿奇木伯克·和加、安瓦爾·穆薩巴約夫、阿不里米提·阿里·哈里發、阿不都拉·哈尼、哈比卜·約奇、奧布爾哈里·吐烈、亞歷山德洛夫、馬斯闊廖夫、普扎·阿巴爾 | 艾力汗·吐烈、阿不都克里木·阿巴索夫、穆罕默德江·買合蘇木、加尼·約爾達蘇木、阿不都魯甫·買合蘇木、拉希木江·薩比爾·哈吉、薩里曼·巴伊、祖農·塔約夫、阿奇木伯克·和加、安瓦爾·穆薩巴約夫、阿不里米提·阿里·哈里發、阿不都拉·哈尼、哈比卜·約奇、奧布爾哈里·吐烈、亞歷山德洛夫、馬斯闊廖夫、普扎·阿巴爾 | 艾力汗·吐烈、阿不都克里木·阿巴索夫、穆罕默德江·買合蘇木、加尼·約爾達蘇木、阿不都魯甫·買合蘇木、拉希木江·薩比爾·哈吉、薩里曼·巴伊、祖農·塔約夫、阿奇木伯克·和加、安瓦爾·穆薩巴約夫、阿不里米提·阿里·哈里發、阿不都拉·哈尼、哈比卜·約奇、奧布爾哈里·吐烈、亞歷山德洛夫、馬斯闊廖夫、普扎·阿巴爾 | 艾力汗·吐烈、阿不都克里木·阿巴索夫、穆罕默德江·買合蘇木、加尼·約爾達蘇木、阿不都魯甫·買合蘇木、拉希木江·薩比爾·哈吉、薩里曼·巴伊、祖農·塔約夫、阿奇木伯克·和加、安瓦爾·穆薩巴約夫、阿不里米提·阿里·哈里發、阿不都拉·哈尼、哈比卜·約奇、奧布爾哈里·吐烈、亞歷山德洛夫、馬斯闊廖夫、普扎·阿巴爾 | 艾力汗·吐烈、阿不都克里木·阿巴索夫、穆罕默德江·買合蘇木、加尼·約爾達蘇木、阿不都魯甫·買合蘇木、拉希木江·薩比爾·哈吉、薩里曼·巴伊、祖農·塔約夫、阿奇木伯克·和加、安瓦爾·穆薩巴約夫、阿不里米提·阿里·哈里發、阿不都拉·哈尼、哈比卜·約奇、奧布爾哈里·吐烈、亞歷山德洛夫、馬斯闊廖夫、普扎·阿巴爾 | 艾力汗·吐烈、阿不都克里木·阿巴索夫、穆罕默德江·買合蘇木、加尼·約爾達蘇木、阿不都魯甫·買合蘇木、拉希木江·薩比爾·哈吉、薩里曼·巴伊、祖農·塔約夫、阿奇木伯克·和加、安瓦爾·穆薩巴約夫、阿不里米提·阿里·哈里發、阿不都拉·哈尼、哈比卜·約奇、奧布爾哈里·吐烈、亞歷山德洛夫、馬斯闊廖夫、普扎·阿巴爾 |
| 行政區   | 行政區 | 行政區 | 伊犁區 | 伊犁區 | 塔城區 | 塔城區 | 迪化區 | 迪化區 | 阿山區 | 阿山區 | 莎車區 | 莎車區 |
| 行政區   | 行政區 | 行政區 | 專員阿西姆臺吉 | 專員阿西姆臺吉 | 行政長巴斯巴衣、 沙灣縣哈力別克、 烏蘇縣拉斯臺 | 行政長巴斯巴衣、 沙灣縣哈力別克、 烏蘇縣拉斯臺 | 綏來縣哈力白克、 呼圖壁縣色殊懿 | 綏來縣哈力白克、 呼圖壁縣色殊懿 | 行政長烏斯曼、 副行政長艾買提、 司令部鐵木耳汗、 承化縣塔斯坦拜、 福海縣納斯汗、 富蘊縣薩利哈、 青河縣愛魚尼、 哈巴河縣柯司乃吉台、 布爾津縣柯可札木 | 行政長烏斯曼、 副行政長艾買提、 司令部鐵木耳汗、 承化縣塔斯坦拜、 福海縣納斯汗、 富蘊縣薩利哈、 青河縣愛魚尼、 哈巴河縣柯司乃吉台、 布爾津縣柯可札木 | 蒲犁縣卡拉萬 | 蒲犁縣卡拉萬 |

## 经济
東突厥斯坦共和國成立伊犁銀行，並設有幹事一人。
塔城區設有征收處與稅務局，阿山區設有稅局。

## 軍隊
东突厥斯坦共和国的武装力量是民族軍。
由反政府游擊隊所組成，共分為七個團：綏定第一步兵團、伊寧第二步兵團、伊寧第四預備步兵團、特克斯第一騎兵團、特克斯第二騎兵團、特克斯第三騎兵團（列斯肯）、特克斯第四騎兵團；另有四個獨立營：回族獨立騎兵營、蒙古獨立騎兵營、迫擊炮獨立營、警備獨立營；與烏蘇獨立連。東突厥斯坦共和國民族軍人數約在1萬2千至1萬8千人。東突建國後又將7個團的兵力迅速擴充為13個團。
1945年2月，伊犁临时政府决定将游击队总司令部改组为民族军总指挥部。发布兵役法，规定20-22岁公民要应征入伍，服役三年，在目前总动员时期，23-44岁公民也要入伍。
東突厥斯坦共和國並设有參謀本部，參謀總長是拉合木江。設有軍政部，詳細分工不詳。
與國民政府交戰的游擊隊（民族軍）：阿巴索夫游擊隊（阿不都克里木·阿巴索夫）、阿山游擊隊（烏斯滿·巴圖爾）、達列力汗游擊隊（達列力汗·蘇古爾巴也夫）、鞏哈游擊隊（法提哈.穆蘇里莫夫）、蒲犁游擊隊（伊斯哈克伯克·穆努諾夫，約3千人）、吉木乃熱馬贊游擊隊（熱馬贊）、吉木乃游擊隊（毛拉·伊斯拉姆·伊斯馬伊爾，約1千人）、馬伊里山游擊隊（郭文明）、哈薩克游擊隊（沙灣縣哈力拜克）、尼勒克游擊隊（1944年）、和丰游擊隊。伊斯哈克別克騎兵旅（蘇聯中亞人組成，或稱斯喀烏伯軍）（部分游擊隊國軍無法辨識）

## 评价
1944年三区革命的起源是乌拉斯台的起义，起义导火索是盛世才的“献马运动”，强征暴掠激起民众的反抗。实际上三区革命的爆发有着更为深层的复杂原因，最直接的因素是苏联的态度。苏联支持盛世才控制新疆，出动机械化部队和空军直接帮助盛世才打败马仲英，目的是在新疆扶植一个亲苏的政权，以确立自己在新疆的势力范围，同时建立一个有效的战略缓冲地带。二战后期盛世才突然从亲苏转向亲蒋后引起苏联不安，尤其是盛世才的412事件后，公开关押驱逐共产党人士，更让斯大林大为光火。在伊犁巩哈暴动后，苏联内务人民委员部大批人员迅速赶往阿拉木图，由苏联内务人民委员贝里亚亲自坐镇指挥，许多在苏联成长、学习的少数民族共产党人被派进新疆，如在盛世才时期返回苏联的前白俄鲍里诺夫、列斯肯，流亡苏联的伊犁地区宗教人士艾力汗·吐烈等，进入苏联接受先进思想的进步青年阿巴索夫和阿合买提江、受苏联训练的军事指挥人员伊斯哈克伯克、达力克汗等。伊犁革命组织就是这时候由苏联驻伊犁领事馆牵线，联系当地民族宗教势力和少数民族共产党人建立起来的。。
1945年7月12日，三区方面發動天山南路的“三縣暴亂”，暴動期間中國的《新華日報》《解放日報》《東北日報》《邊疆服務》等報刊則對國民政府壓迫新疆少數民族、殘酷剝削政策進行報導，並聯合中共中央共同聲援三區革命的民族起義。新疆暴亂的革命者（如阿合買提江·哈斯木、伊斯哈克拜克·木農阿吉）自稱「東突厥斯坦共和國政府」、「民族軍」或「11月革命」。中共1950年以前稱新疆暴動者為「伊犁當局」、「伊塔阿三區」，在伊寧事變領導者「空難死亡」後改稱為「中國新民主主義革命的一部份——三區革命」
“三区革命”首领之一、中国人民政治协商会议副主席包尔汉回忆说，“苏联方面大力援助了这个革命运动，使伊犁革命形势不断发展，一直扩大到塔城专区、阿山专区，成立了‘东突厥斯坦共和国’，这就是所谓三区革命。它的影响还扩展到了南疆和西藏。国民革命军与三区军队隔玛纳斯河武装对峙時，包尔汉称，“……以后尽管国民党不断破坏和平条款，企图派兵佔领三区，但是由于苏联的支持和各族人民的坚决斗争，这一企图始终没有得逞，直到1949年新疆和平解放，整个新疆才完全统一，三区军队改编成中国人民解放军”。

## 引用
1. ↑  David D. Wang. Under the Soviet Shadow: The Yining Incident; Ethnic Conflicts and International Rivalry in Xinjiang, 1944–1949. pg. 406
2. ↑  .   [2016-07-21]. （原始内容存档于2008-10-23）.
3. ↑  David Wang. The Xinjiang question of the 1940s: the story behind the Sino-Soviet treaty of August 1945
4. ↑  Thomas Laird. . Grove/Atlantic. 2007-12-01: 143  [2020-08-06]. ISBN 978-0-8021-9662-0. （原始内容存档于2020-11-16）.
5. ↑  David D. Wang. . The Chinese University Press. 1999  [2014-03-14]. ISBN 978-962-201-831-0. （原始内容存档于2021-03-07）.（英文）
6. ↑  Andrew D. W. Forbes. . Cambridge University Press. 1986  [2014-03-14]. ISBN 978-0-521-25514-1. （原始内容存档于2020-08-01）.
7. 1 2  王柯（2013年），第331页
8. 1 2  劉學銚 2013，第192頁
9. 1 2  王柯 2013，第158頁：「伊寧起義實際上是蘇聯直接參與的革命。蘇聯方面不僅提供人員、武器、物資的援助，還動員部隊，投入大炮、坦克、飛機等直接參加作戰。由於盛世才時代連小刀都被沒收，因此人民根本不可能有武器。伊寧起義時起義軍指揮部有很多俄國人，來到伊寧的蘇聯軍隊也需要懂俄語的翻譯，於是我被邀請參加革命」
10. 1 2  杜榮坤（2013年），第161页
11. 1 2  В. А. Бармин. Роль Советского Союза в установлении власти Коммунистической партии Китая в Синьцзяне. Архивировано 6 10月 2014 года.
12. ↑  中国炎黄文化研究会主编 (编). . 《炎黄春秋》杂志，2012年第6期 (北京: 炎黄春秋杂志社).   [2013-01-26]. （原始内容存档于2013-07-07）.
13. 1 2 3 4  . 编辑：李晓江. 青年军事·中国军网，来源：新疆哲学社会科学网. 2014-03-03  [2019-05-08]. （原始内容存档于2019-05-07） （简体中文）.
14. ↑  杜榮坤（2013年），第41-45页
15. 1 2  . 凤凰网. 2009-07-07  [2009-07-07]. （原始内容存档于2009-10-28） （中文（简体））.
16. ↑  《在蔣介石身邊八年－侍從室高級幕僚唐縱日記》，群衆出版社，北京，1991年12月，第422頁
17. ↑  劉學銚（2013年），第188-189页
18. ↑  杜榮坤（2013年），第60页
19. ↑  張大軍（1964年），第153-155页，〈民國以來的新疆〉
20. 1 2  王欣登，蘇新關係與三區革命（續），伊犁教育學院學報，第16卷第2期，第14頁
21. ↑  王柯（2013年），第140-146页
22. ↑  張大軍（1964年），第155页，〈民國以來的新疆〉
23. ↑  劉學銚（2013年），第189页
24. ↑  王柯（2013年），第148-150页
25. ↑  王柯（2013年），第207页
26. ↑  張大軍（1964年），第162-163页，〈民國以來的新疆〉
27. ↑  劉學銚（2013年），第195页
28. 1 2  阿地里·居玛吐尔地. . 银川: 宁夏人民出版社. 2012年. ISBN 978-7-227-04758-2.
29. ↑  李行知 (编). . 中华英烈网.   [2021-04-24]. （原始内容存档于2021-04-24） –中国军网.
30. 1 2  張大軍 1964，第348-350頁，〈新疆伊寧事變與偽東土耳其斯坦共和國成立及其潰滅〉
31. 1 2  . 新疆哲学社会科学网. 2008-12-10. （原始内容存档于2014-05-06）.
32. ↑  張大軍（1964年），第344-345页，〈新疆伊寧事變與偽東土耳其斯坦共和國成立及其潰滅〉
33. ↑  Adeeb Khalid《被遺忘的中亞》P324
34. 1 2 3 4 5 6 7 8  郭寄峤. . 國防部史政編譯局. 1982年.
35. ↑   赛福鼎·艾则孜. . 中国文史出版社. 1987-12: 71–72. ISBN 9787503400254.
36. ↑  王柯（2013年），第173-174页
37. ↑  劉學銚（2013年），第192-193页
38. ↑  王柯（2013年），第195页，註17
39. ↑  張大軍（1964年），第170-171页，〈民國以來的新疆〉
40. ↑  新疆三區革命史編纂委員會，新疆三區革命領導人向中共中央的報告及文選，新疆人民出版社，〈民族軍是十一月革命勝利的堅強保衛者〉，1948年11月12日發表，第93-99頁
41. ↑  沈志華，俄國解密檔案：新疆問題，新疆人民出版社，第295頁
42. ↑  新疆社會科學院歷史研究所，新疆簡史，第三冊，新疆人民出版社，第353頁